# Moyse Charas
Pour les articles homonymes, voir Moyse.
Moyse Charas (ou Moïse) est un pharmacien français né à Uzès le 2 avril 1619 et mort à Paris le 17 janvier 1698.

## Biographie
Après des études classiques, puis des études d'apothicaire, il ouvre une officine à Orange, qu'il quitte pour venir à Paris vers 1646.
En 1667, il réalise la première fabrication publique de la thériaque, contrepoison très en vogue au XVIIe siècle. Il publie l'année suivante la Thériaque d'Andromachus, connue aussi sous le titre Histoire naturelle des animaux, des plantes et des minéraux qui entrent dans la composition de la thériaque d'Andromachus, dispensée et achevée publiquement à Paris.
En 1672, Antoine d'Aquin, intendant du Jardin du roi, le recrute pour le poste de sous-démonstrateur de chimie pour le jardin en remplacement de Christophe Glaser.
Sur les conseils d'Aquin, il fait paraître en 1676, une Pharmacopée royale galénique et chimique. Elle connaît un grand succès et est traduite dans de très nombreuses langues, dont le chinois.
En 1680, à la suite des débuts de la persécution qui frappe les protestants, Charas doit quitter la France. Il séjourne deux ou trois ans en Grande-Bretagne, où il obtient un titre de docteur en médecine, avant de gagner les Pays-Bas en 1683. De là, il part en Espagne où il exerce à Madrid. Il est dénoncé à l'Inquisition en 1686, mais il est sauvé de l'expulsion par son protecteur, le diplomate hollandais. Il part alors en Galice, où il est à nouveau dénoncé en 1688 et arrêté. Il finit, après de nombreux interrogatoires, par se convertir au catholicisme et il est libéré en 1689.
Il revient alors en Hollande, puis en France en 1691, où il devient membre de l'Académie des sciences en 1692.
Sa pratique est encore empreinte du poids des connaissances du Moyen Âge et d'un peu d'alchimie. Il se spécialise notamment sur les vipères. Outre leur utilisation dans la préparation de la thériaque, on considérait à son époque que la chair de ces animaux était le meilleur antidote aux envenimations causées par cette espèce ou par d'autres. L'ignorance autour de leur biologie en faisait de véritables panacées. Charas publie en 1669 les Nouvelles expériences sur la vipère, les effets de son venin, et les remèdes exquis que les artistes peuvent tirer du corps de cet animal où il étudie son anatomie, sa reproduction et ses mœurs et, même s'il continue à propager certaines croyances erronées, il établit notamment une meilleure connaissance de leurs vertus thérapeutiques. Charas fut d'ailleurs en opposition avec Francesco Redi au sujet de la formation du venin, Charas affirmant que la salive de l'animal devenait toxique seulement si celui-ci était en colère, tandis que Redi pensait qu'elle était constamment toxique.

## Publications

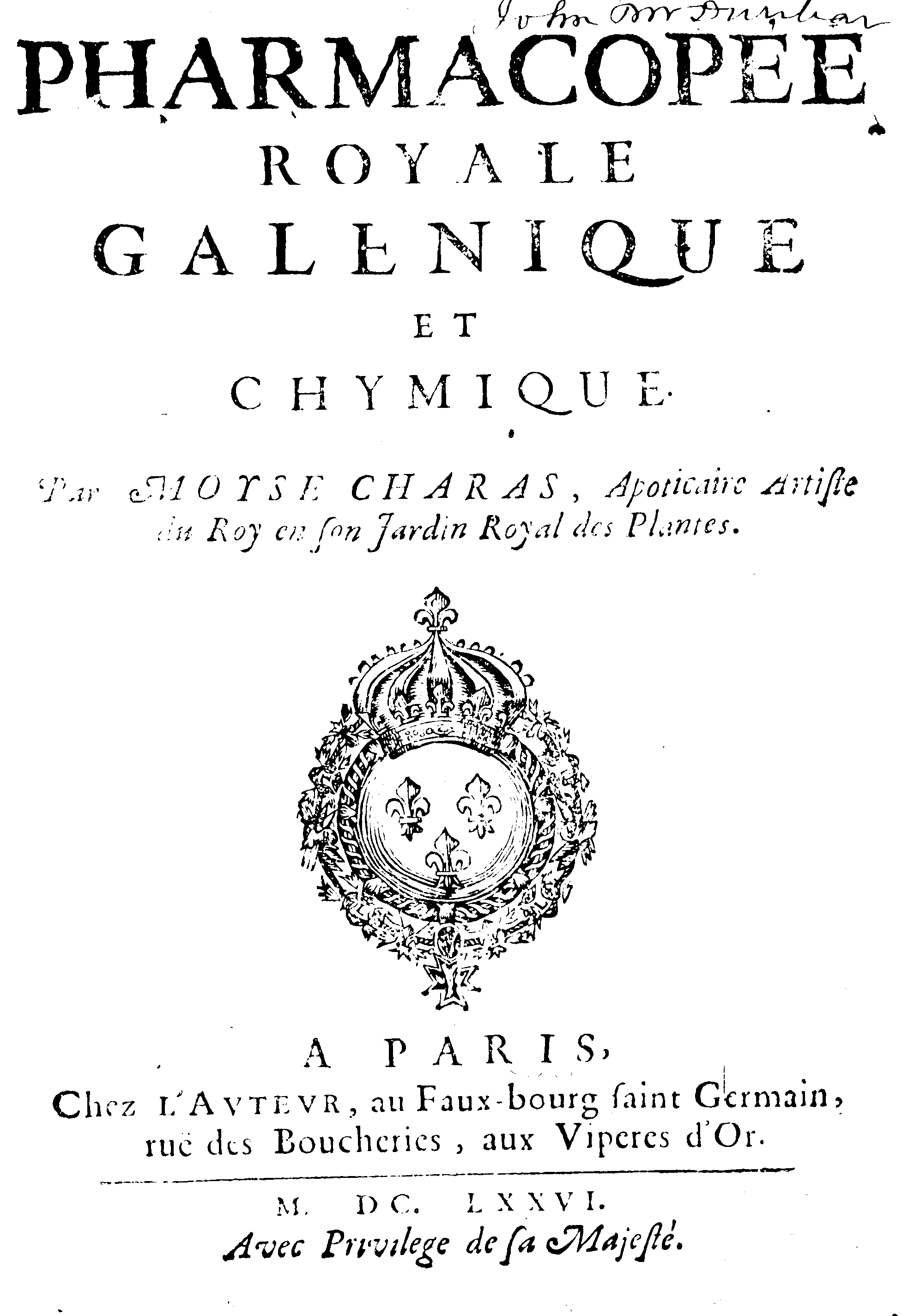
La Pharmacopée royale
de Moyse Charas (1676).

- Thériaque d'Andromachus, dispensée et achevée publiquement à Paris par Moyse Charas, avec les réformations et les observations de l'auteur tant sur l'élection et sur la préparation, que sur le dernier mélange de tous les ingrédients de cette grande composition. Titre alternatif : Histoire naturelle des animaux, des plantes et des minéraux qui entrent dans la composition de la thériaque d'Andromachus, dispensée et achevée publiquement à Paris, par Moyse Charas, avec les réformations et les observations de l'auteur (1668) Texte en ligne
- Nouvelles expériences sur la vipère, où l'on verra une description exacte de toutes ses parties, la source de son venin, ses divers effets et les remèdes exquis que les artistes peuvent tirer de la vipère, tant pour la guérison de ses morsures que pour celle de plusieurs autres maladies (1669) Texte en ligne
- Pharmacopée royale galénique et chimique (1676) Texte en ligne
- Pharmacopée royale galénique et chimique (seconde édition revue et corrigée, 2 volumes, 1681) Texte en ligne 1 2
- Opera (3 volumes, 1684) Texte en ligne 1. Pharmacopea regia galenica 2. Pharmacopea regia chymica 3. Historiam naturalem et ici :
- Opera : Tome I : Pharmacopoea Regia Galenica, Tome II : Pharmacopoea Rgia Chymica, Tome III : Tractatus de Theriaca & tractatus de Vipera., Genève, Jean Louis du Four, 1684 (lire en ligne)
- Thériaque d'Andromacus : avec une description particulière des plantes, des animaux et des minéraux employez à cette grande composition (nouvelle édition revue et augmentée, 1685) Texte en ligne
- Traité abrégé des Eaux minerales de France : des Eaux minérales en général & de la Manière d'en faire l'Analyse. Bruyset, Lyon 1753 (digital)
- Pharmacopée royale galénique et chymique. Nouv. Ed. Bruyset, Lyon 1753 (digital)

## Famille
- Moyse (Mouïse) Charas marié à Marguerite Fauchière,
  - Moyse Charas a été marié en premières noces, par contrat du 24 août 1642, avec Suzanne Félix (née à Orange, le 12 mars 1624-décédée à Paris en mai 1665) dont il eut sept enfants nés à Orange entre 1643 et 1658, et quatre nés à Paris, puis en secondes noces avec Madeleine Hadancourt dont il eut neuf enfants entre 1669 et 1678. Tous les enfants nés à Orange étaient morts en bas âge, avant le départ de Charas pour Paris, en 1659. Seuls trois enfants du second mariage étaient encore vivants à la mort de leur père, Madeleine, François et Suzanne.
    - Catherine Charas (1660-1661)
    - Frédéric Charas (baptisé le 25 juin 1662-décédé le 30 mai 1745), apothicaire privilégié de Monsieur, frère du roi, marié en premières noces, par contrat du 6 août 1689, avec Marie-Anne Boulot, décédée le 18 novembre 1694, puis en secondes noces, par contrat du 3 février 1695, avec Jacqueline Rohais, décédée le 21 décembre 1715,
      - Henry Charas, né en 1690, a suivi la carrière de son père. Il est reçu maître apothicaire en octobre 1717, garde de la communauté parisienne de 1736 à 1738, mort le 30 juin 1756.  Il s'est marié avec Marie-Anne Regnault par contrat passé le 15 mai 1718, décédée le 12 avril 1772,
        - Adrien-Henry Charas, il suit la carrière de son père, est reçu maître apothicaire en mai 1751, élu garde en 1770, 1771 et 1772. Il est mort en 1789.
        - Angélique Charas, mariée à Marin-Imbert de Tréméolles, avocat au parlement de Paris, par contrat du 17 octobre 1750,
        - Clément-Georges Charas, reçu maître apothicaire en avril 1762, mort aux Antilles en mai 1766,
        - Marie-Madeleine Charas, née le 9 mars 1720, mariée à Louis-François Juvet par contrat du 25 mars 1740,

      - Marie-Madeleine Charas, née en 1692,
      - François-Armand Charas, né vers octobre 1693, mort avant 1718

    - Charles-Samson Charas, baptisé le 2 septembre 1663. Il s'est fait naturaliser anglais en 1682. Il a été horloger à Londres, puis à Bristol. Il s'est marié avec Elisabeth Colbatch.
    - Madeleine Charas, religieuse au couvent des Dames religieuses du Précieux-Sang de Jésus-Christ à partir de 1688, puis prieure du couvent. Sa mère, Madeleine Hadancourt, s'y retire après le décès de Moyse Charas,
    - François Charas, né le 23 octobre 1670, marié en Angleterre, revenu en France, il est accusé de complot et embastillé en 1699. Il a abjuré en 1703 mais n'a été libéré qu'en 1706. Il a exercé le métier de maître en langues étrangères. Il a rédigé son testament le 16 décembre 1737.